# Черных, Вадим Алексеевич
Вади́м Алексе́евич Черны́х (род. 11 декабря 1927) — российский историк-архивист, исследователь творчества и биографии Ахматовой. Кандидат исторических наук.

## Биография
В 1948 году окончил Историко-архивный институт. Кандидат исторических наук (1955, диссертация «Методы передачи текста исторических источников в советской археографии»). Работал в Главархиве, с 1963 по 1972 был заместителем директора ЦГАЛИ. С 1972 года — учёный секретарь Археографической комиссии Академии наук.

## Летопись жизни и творчества Анны Ахматовой
Главный труд жизни для Вадима Черных — книга «Летопись жизни и творчества Анны Ахматовой». Автор постоянно дополняет, уточняет и усовершенствует  электронную версию этой работы и, по состоянию на середину 2010-х годов — она наиболее близка к (так и не написанной) научной биографии  Ахматовой. «Пару» этому изданию составляет работа Аманды Хейт «Поэтическое странствие» — первая полная биография Ахматовой, комментарии к русскому изданию которой также готовил Вадим Черных.
В 2016 году на Московской международной книжной выставке-ярмарка монография «Летопись жизни и творчества Анны Ахматовой 1889—1966» признана книгой года в номинации «HUMANITAS».